# 三槐堂
三槐堂位于浙江省衢州市龙游县横山镇天池村儒大门自然村，为王氏宗祠。建筑坐北朝南，前后共五进，并设戏台、厢房，面积约1500平方米。2005年3月16日列入浙江省文物保护单位，2013年5月列入第七批全国重点文物保护单位。